# Villers-Outréaux
Villers-Outréaux is een gemeente in het Franse Noorderdepartement (Frans: département du Nord) (regio Hauts-de-France). De gemeente maakt deel uit van het arrondissement Cambrai. Villers-Outréaux telde op 1 januari 2022 2.137 inwoners.

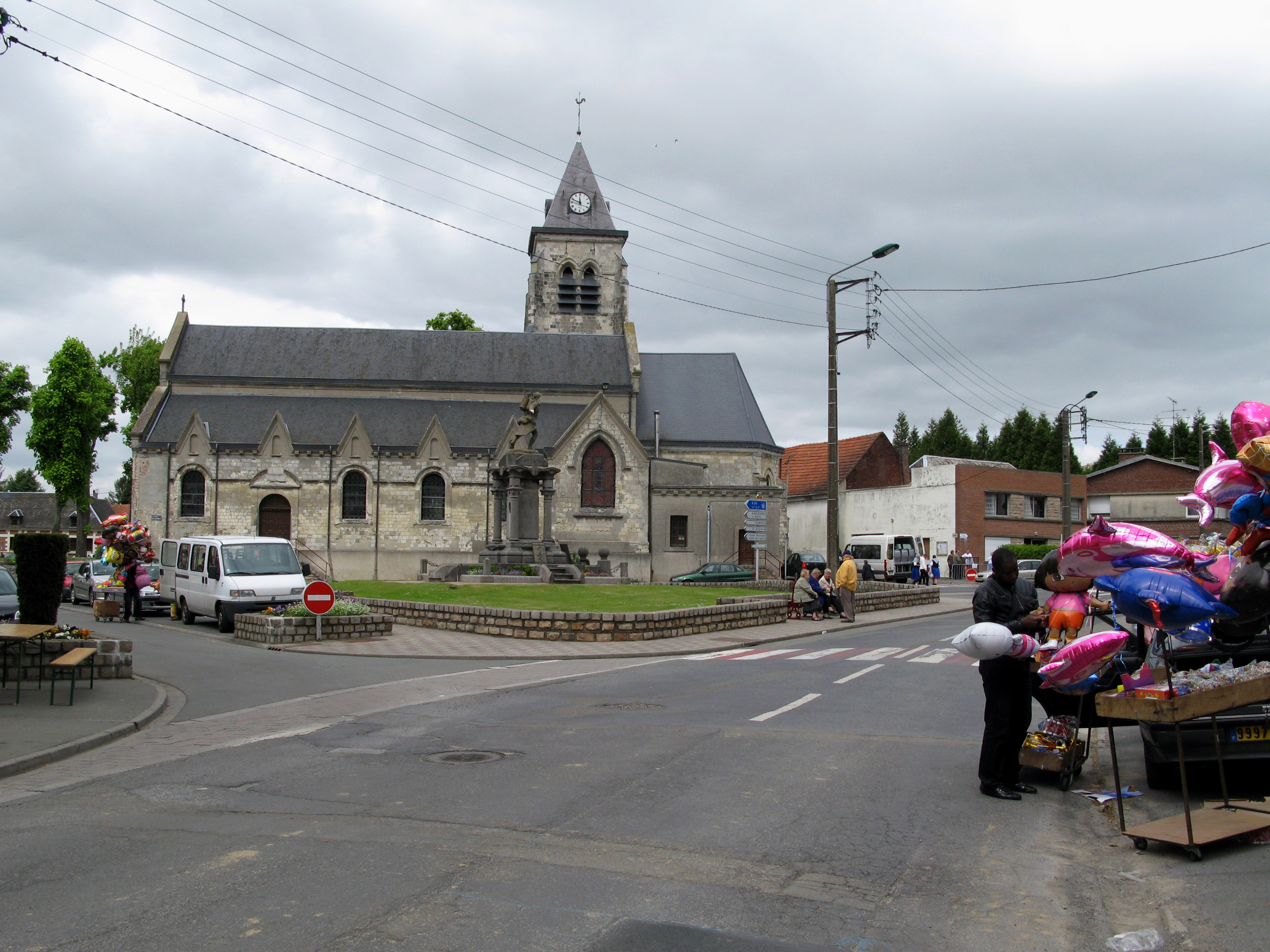
Église Saint-Martin

## Geografie
De oppervlakte van Villers-Outréaux bedroeg op 1 januari 2022 7,09 vierkante kilometer; de bevolkingsdichtheid was toen 301,4 inwoners per km².

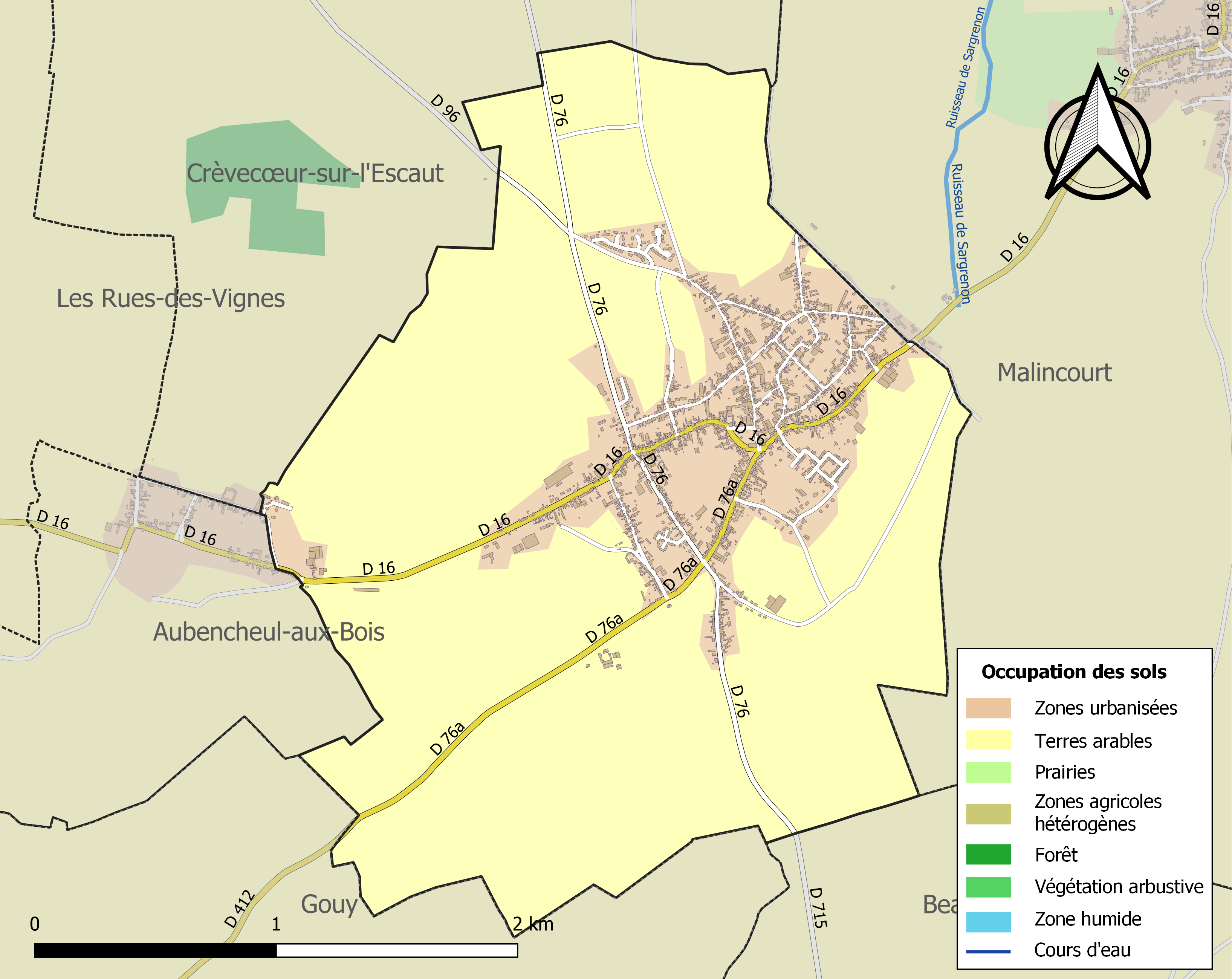
Kaart van de gemeente met belangrijkste infrastructuur, bodemgebruik en omliggende gemeenten

## Demografie
Onderstaande figuur toont het verloop van het inwonertal (bron: INSEE-tellingen).